# Adoretus nephriticus
Adoretus nephriticus är en skalbaggsart som beskrevs av Ohaus 1914. Adoretus nephriticus ingår i släktet Adoretus och familjen Rutelidae. Inga underarter finns listade i Catalogue of Life.